# Pamacslaboda
A pamacslaboda vagy gyapjaslaboda (Krascheninnikovia ceratoides) a disznóparéjfélék (Amaranthaceae) családján belül a libatopformák (Chenopodiaceae) alcsaládjába tartozó Krascheninnikovia nemzetségbe sorolt növényfaj. Magyarországon jelenleg védett növénynek számít még, de feltehetően kipusztult.

## Jellemzése
Évelő, 0,8–1,0 m magas, fásodó szárú növény, félcserje. Az egész növény csillagszőrökkel sűrűn borított, amitől szürkés árnyalatú és molyhos. Szára vastag, tőből elágazó, ágai felállók vagy heverők. 12–40 mm hosszú levelei keskeny-lándzsásak, ülők. Júliusban és augusztusban virágzik, de megfigyelték augusztustól októberig tartó másodvirágzását is. Apró, egyivarú virágai csomókban állnak, a virágcsomók pedig tömött, vastag füzérvirágzatot alkotnak; a növény egylaki. A porzós virágoknak négy lepellevele van, s nincsenek előlevelei. A termős virágnak nincsenek lepellevelei, csak két, mintegy 3 mm hosszú előlevele, melyek terméséréskor egymáshoz lapulva a toktermés részét képezik. Az előleveleket dúsan borító, ecsetszerűen elálló, eleinte fehér szőrök később, megszáradva rőtbarna színűek lesznek.

## Elterjedése
Az északi flórabirodalomban fordul elő, összességében ritka növénynek számít. Elsősorban Belső-Ázsia félsivatagos területein, mint például a közép-ázsiai Aral-tó és a Kaszpi-tenger vidékén, azaz a turáni flóraterületen (aralo-kaspi flóraterület) gyakori, de Spanyolországig, illetve Kína északi részéig, valamint Észak-Afrikában (Egyiptom, Marokkó) is megtalálható. Közép-Európában Alsó-Ausztriában, Morvaországban és Romániában (az erdélyi Borsaújfalu mellett), Délkelet-Európában pedig Macedónia területén lelhető fel. Magyarországról a 20. század végére feltehetően kipusztult.

## Élőhelye
Félsivatagi és száraz kontinentális területek növénye, a talaj mésztartalma közömbös számára. Magyarországon pontusi–közép-ázsiai flóraelem volt, a jégkorszak interglaciálisában vagy a korai posztglaciálisban elterjedt sztyeppnövényzet maradványfaja lehetett. Az ország területén egyedül a Mezőföldön, Nagyhörcsökpuszta közelében élt a legszárazabb löszpusztagyep-típusban, a kunkorgó árvalányhajasban: a 19. század végén fedezték fel ottani élőhelyét, s 1957. október 14-én gyűjtötték utoljára. Magyarországi jelenléte azóta kétséges: feltehetően kipusztult onnan, s egyúttal az országból is.